# New York School
New York School è stato un gruppo informale di poeti, pittori, ballerini e musicisti americani attivi tra gli anni cinquanta e sessanta a New York. Prendevano spesso ispirazione dal surrealismo e dai movimenti artistici d'avanguardia, in particolare da action painting, espressionismo astratto, jazz, teatro d'improvvisazione e musica sperimentale.
La New York School che ha rappresentato l'espressionismo astratto degli anni cinquanta è stata protagonista di una serie di comitati artistici e mostre, a partire dalla 9th Street Art Exhibition del 1951. Altre mostre si sono tenute alla Stable Gallery: Second Annual Exhibition of Painting and Sculpture, 1953; Third Annual Exhibition of Painting and Sculpture, 1954; Fourth Annual Exhibition of Painting and Sculpture, 1955; Fifth Annual Exhibitions of Painting and Sculpture, 1956 e Sixth  New York Artists' Annual Exhibition, 1957.

## Arte

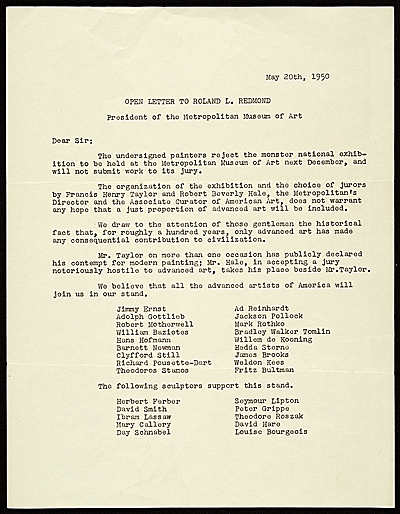
La lettera inviata a Ronald L. Redmond, presidente del Metropolitan Museum di New York, dai cosiddetti "irascibili" (1950)

Nell'ambito dell'espressionismo astratto, gli artisti della Scuola di New York sono generalmente identificati con i firmatari di una lettera di protesta inviata al Metropolitan Museum of Art il 20 maggio 1950, talvolta indicati dalla critica come "gli irascibili". Tra gli esponenti più noti si ricordano Jackson Pollok, Mark Rothko e Willem de Kooning.

## Poesia
I poeti più conosciuti della New York School sono John Ashbery, Frank O'Hara, Kenneth Koch, James Schuyler, Barbara Guest, Ted Berrigan, Bernadette Mayer, Alice Notley, Kenward Elmslie, Ron Padgett, Lewis Warsh e Joseph Ceravolo.
O'Hara è stato il perno del gruppo fino alla morte, avvenuta nel 1966. Grazie alle sue numerose amicizie in quanto curatore del Museum of Modern Art, ha favorito la conoscenza tra poeti e pittori come Jane Freilicher, Fairfield Porter e Larry Rivers. Nacquero molte collaborazioni: Koch e Ashbery scrissero insieme la poesia "A Postcard to Popeye", Ashbery e Schuyler scrissero il romanzo A Nest of Ninnies e Schuyler collaborò ad un'ode con O'Hara, il cui ritratto fu dipinto da Rivers.
Koch, O'Hara, Schuyler e Ashbery erano molto diversi come poeti, ma si ammiravano a vicenda e avevano molto in comune:
- Tranne Schuyler, tutti frequentarono Harvard
- Tranne Koch, erano tutti omosessuali e tutti facevano critiche d'arte
- Tranne Ashbery, tutti fecero il servizio militare e vissero a New York durante gli anni della formazione a poeti

Tutti e quattro sono stati ispirati dai surrealisti francesi come Raymond Roussel, Pierre Reverdy e Guillaume Apollinaire. David Lehman, nel suo libro sui poeti di New York, ha scritto: "Hanno favorito arguzia, umorismo e l'ironia avanzata del blague (ossia, la beffa insolente o scherzo)".
I critici sostengono che il lavoro dei poeti della New York School era una reazione al movimento della poesia confessionale. Le loro poesie parlavano spesso di violenza o di osservazione, mentre il loro stile di scrittura veniva descritto come cosmopolita. I poeti scrivevano spesso in modo immediato e spontaneo, simile al flusso di coscienza, utilizzando immagini vivide. Prendevano ispirazione anche dal surrealismo e dai movimenti d'avanguardia degli artisti di New York, tra cui l'action painting di Jackson Pollock e Willem de Kooning.

### La beat generation
Ci sono punti in comune anche tra la New York School e i poeti della beat generation attivi tra gli anni quaranta e sessanta a New York, tra cui: Gregory Corso, Allen Ginsberg, Amiri Baraka, Jack Kerouac, William S. Burroughs, Diane di Prima, Diane Wakoski, Anne Waldman, Tuli Kupferberg, Ed Sanders, Norris Embry e molti altri. La maggior parte dei poeti, compresi Koch, Ashbery, Ginsberg e Kerouac frequentarono la Columbia University.

## Musica

### Musica contemporanea
Il termine New York School si riferisce anche ad una cerchia di compositori degli anni cinquanta che includeva John Cage, Morton Feldman, Earle Brown e Christian Wolff. La loro musica andava di pari passo con la musica e gli eventi del gruppo Fluxus. Negli anni sessanta il lavoro dei compositori minimalisti d'avanguardia La Monte Young, Philip Glass, Tony Conrad, Steve Reich e Terry Riley divenne di primo piano tra gli artisti di New York.

### Jazz
I musicisti di bebop e cool jazz degli anni quaranta e cinquanta, tra cui Charlie Parker, Miles Davis, Max Roach, Dizzy Gillespie, Thelonious Monk, Charles Mingus, Cannonball Adderley, John Coltrane, Stan Getz, Ahmad Jamal e Gerry Mulligan ebbero a che fare con l'espressionismo astratto e la New York School. In seguito, anche altri musicisti come Archie Shepp, Ornette Coleman, Rahsaan Roland Kirk, Pharoah Sanders, Miles Davis e John Coltrane incontrarono e convissero con gli stili di hard edge painting, minimalismo, color field e pop art sviluppati negli anni sessanta.

## Danza
Negli anni sessanta, il Judson Dance Theater rivoluzionò la danza moderna combinando in nuovi modi l'idea di performance art, nuove coreografie, musiche dei compositori d'avanguardia e collaborando con artisti della New York School.
Il gruppo di artisti che fondò il Judson Dance Theater è considerato fondatore della danza postmoderna. Gli artisti coinvolti facevano parte dell'avanguardia che rifiutava i confini della tecnica del balletto.
La prima esibizione avvenne il 6 luglio 1962, con danze di Steve Paxton, Freddie Herko, David Gordon, Alex e Deborah Hay, Yvonne Rainer, Elaine Summers, William Davis e Ruth Emerson. Gli anni tra il 1962 e il 1964 sono considerati il periodo d'oro del Judson Dance Theater, tuttavia fino agli anni settanta gli artisti della New York School collaborarono anche con altri coreografie ballerini, tra cui Simone Forti, Anna Halprin, Merce Cunningham, Martha Graham e Paul Taylor.